# 馬宮
馬 宮（ば きゅう、生没年不詳）は、前漢から新にかけての人。字は游卿。東海郡戚県の人。元の姓は馬矢といったが、彼が学問を学んでから馬に改姓した。

## 略歴
厳氏春秋を学び、郎となった。のち、楚国の長史となったが罷免された。その後丞相史となった。師丹が彼を高潔であると推薦し、廷尉平、青州刺史、汝南太守、九江太守と遷り、どこでも多角された。中央に召されて詹事となり、元寿元年（紀元前2年）に光禄勲、元寿2年（紀元前1年）には右将軍となった。同年、孔光の後任の大司徒となり、扶徳侯に封じられた。
元始5年（5年）、太師孔光が死ぬと馬宮が大司徒と太師を兼任した。
馬宮はかつて哀帝の祖母の傅太后の諡を定めるのに参加していたが、王莽が権力を握ると傅太后が否定された。馬宮は王莽から見逃されていたが、馬宮はこれを恥じており、上書して謝罪し解任を願った。王莽は太皇太后（王政君）の詔の形で彼を解任した。
王莽が簒奪すると馬宮は皇太子の師とされ、在任中に死亡した。